# FIS Cup w skokach narciarskich 2007/2008
FIS Cup w skokach narciarskich 2007/2008 – 3. edycja FIS Cupu, która rozpoczęła się 28 lipca 2007 roku w Bischofshofen a zakończyła 9 marca w Zaō. W Polsce rozegrano dwa konkursy cyklu – w Szczyrku.

## Kalendarz i wyniki
| Lp.                                                             | Data                                                            | Miejscowość                                                     | HS                                                              | Uwagi                                                           | 1. miejsce           | 2. miejsce               | 3. miejsce            |
| --------------------------------------------------------------- | --------------------------------------------------------------- | --------------------------------------------------------------- | --------------------------------------------------------------- | --------------------------------------------------------------- | -------------------- | ------------------------ | --------------------- |
| 1.                                                              | 28 lipca 2007                                                   | Bischofshofen                                                   | HS-78                                                           | –                                                               | Markus Eggenhofer    | Stefan Thurnbichler      | Gerald Wambacher      |
| 2.                                                              | 29 lipca 2007                                                   | Bischofshofen                                                   | HS-78                                                           | –                                                               | Markus Eggenhofer    | Vegard Haukø Sklett      | Andre Wesch           |
| 3.                                                              | 1 września 2007                                                 | Oberwiesenthal                                                  | HS-106                                                          | –                                                               | Thomas Thurnbichler  | Danny Queck              | Anders Johnson        |
| 4.                                                              | 2 września 2007                                                 | Oberwiesenthal                                                  | HS-106                                                          | –                                                               | Thomas Thurnbichler  | Andreas Strolz           | Rok Zima              |
| 5.                                                              | 8 września 2007                                                 | Falun                                                           | HS-98                                                           | –                                                               | Johan Erikson        | Kenneth Gangnes          | Carl Nordin           |
| 6.                                                              | 9 września 2007                                                 | Falun                                                           | HS-98                                                           | –                                                               | Kenneth Gangnes      | Iwan Czumyszew           | Ole Marius Ingvaldsen |
| 7.                                                              | 6 października 2007                                             | Einsiedeln                                                      | HS-77                                                           | –                                                               | Gerald Wambacher     | Daniel Lackner           | Markus Eggenhofer     |
| 8.                                                              | 7 października 2007                                             | Einsiedeln                                                      | HS-117                                                          | –                                                               | Daniel Lackner       | Martin Plhal             | Florian Schabereiter  |
| —                                                               | 11 grudnia 2007                                                 | Chaux-Neuve                                                     | HS-100                                                          | [ a ]                                                           | odwołany             | odwołany                 | odwołany              |
| —                                                               | 12 grudnia 2007                                                 | Chaux-Neuve                                                     | HS-100                                                          | [ a ]                                                           | odwołany             | odwołany                 | odwołany              |
| 9.                                                              | 11 grudnia 2007                                                 | Notodden                                                        | HS-100                                                          | –                                                               | Terje Hilde          | Atle Pedersen Rønsen     | Kenneth Gangnes       |
| 10.                                                             | 12 grudnia 2007                                                 | Notodden                                                        | HS-100                                                          | –                                                               | Terje Hilde          | Atle Pedersen Rønsen     | Kenneth Gangnes       |
| 11.                                                             | 15 grudnia 2007                                                 | Harrachov                                                       | HS-100                                                          | –                                                               | Antonín Hájek        | Ondřej Vaculík Jakub Kot | —                     |
| 12.                                                             | 16 grudnia 2007                                                 | Harrachov                                                       | HS-100                                                          | –                                                               | Antonín Hájek        | Ondřej Vaculík           | Čestmír Kožíšek       |
| 13.                                                             | 12 stycznia 2008                                                | Lauscha                                                         | HS-102                                                          | –                                                               | Jan Mayländer        | Łukasz Rutkowski         | Martin Plhal          |
| 14.                                                             | 13 stycznia 2008                                                | Lauscha                                                         | HS-102                                                          | –                                                               | Łukasz Rutkowski     | Maciej Kot               | Michael Hayböck       |
| 15.                                                             | 19 stycznia 2008                                                | Eisenerz                                                        | HS-100                                                          | –                                                               | Nicolas Fettner      | Aleksiej Bujwołow        | Klemen Omladič        |
| 16.                                                             | 19 stycznia 2008                                                | Eisenerz                                                        | HS-100                                                          | –                                                               | Nicolas Fettner      | Nejc Frank               | Aleksiej Bujwołow     |
| 17.                                                             | 26 stycznia 2008                                                | Kuopio                                                          | HS-98                                                           | –                                                               | Juha-Matti Ruuskanen | Olli Muotka              | Anssi Ylipulli        |
| 18.                                                             | 27 stycznia 2008                                                | Kuopio                                                          | HS-98                                                           | –                                                               | Olli Muotka          | Anssi Ylipulli           | Juha-Matti Ruuskanen  |
| —                                                               | 2 lutego 2008                                                   | Ljubno                                                          | HS-95                                                           | [ a ]                                                           | odwołany             | odwołany                 | odwołany              |
| —                                                               | 3 lutego 2008                                                   | Ljubno                                                          | HS-95                                                           | [ a ]                                                           | odwołany             | odwołany                 | odwołany              |
| 19.                                                             | 17 lutego 2008                                                  | Szczyrk                                                         | HS-106                                                          | [ b ]                                                           | Łukasz Rutkowski     | Tim Babnik               | Piotr Żyła            |
| 20.                                                             | 17 lutego 2008                                                  | Szczyrk                                                         | HS-106                                                          | [ c ]                                                           | Piotr Żyła           | Łukasz Rutkowski         | Grzegorz Miętus       |
| —                                                               | 23 lutego 2008                                                  | Predazzo                                                        | HS-106                                                          | [ a ]                                                           | odwołany             | odwołany                 | odwołany              |
| —                                                               | 24 lutego 2008                                                  | Predazzo                                                        | HS-106                                                          | [ a ]                                                           | odwołany             | odwołany                 | odwołany              |
| 21.                                                             | 28 lutego 2008                                                  | Whistler                                                        | HS-106                                                          | –                                                               | Nicolas Fettner      | Markus Eggenhofer        | Daniel Lackner        |
| 22.                                                             | 28 lutego 2008                                                  | Whistler                                                        | HS-106                                                          | –                                                               | Markus Eggenhofer    | Nicolas Fettner          | Daniel Lackner        |
| 23.                                                             | 1 marca 2008                                                    | Sapporo                                                         | HS-98                                                           | [ c ]                                                           | Kota Endō            | Kazuya Yoshioka          | Yoshihiko Osanai      |
| 24.                                                             | 8 marca 2008                                                    | Zaō                                                             | HS-100                                                          | –                                                               | Hiroki Yamada        | Florian Schabereiter     | Yūsuke Kaneko         |
| 25.                                                             | 9 marca 2008                                                    | Zaō                                                             | HS-100                                                          | –                                                               | Christian Ulmer      | Kenshirō Itō             | Yūsuke Kaneko         |
| FIS Cup w skokach narciarskich 2007/2008 – klasyfikacja końcowa | FIS Cup w skokach narciarskich 2007/2008 – klasyfikacja końcowa | FIS Cup w skokach narciarskich 2007/2008 – klasyfikacja końcowa | FIS Cup w skokach narciarskich 2007/2008 – klasyfikacja końcowa | FIS Cup w skokach narciarskich 2007/2008 – klasyfikacja końcowa | Markus Eggenhofer    | Nicolas Fettner          | Łukasz Rutkowski      |

## Klasyfikacja generalna
| Źródło  | Źródło               | Źródło | Źródło |
| Miejsce | Zawodnik             | Punkty |        |
| ------- | -------------------- | ------ | ------ |
| 1.      | Markus Eggenhofer    | 529    |        |
| 2.      | Nicolas Fettner      | 514    |        |
| 3.      | Łukasz Rutkowski     | 360    |        |
| 4.      | Kenneth Gangnes      | 300    |        |
| 4.      | Daniel Lackner       | 300    |        |
| 6.      | Gerald Wambacher     | 272    |        |
| 7.      | Thomas Thurnbichler  | 250    |        |
| 8.      | Florian Schabereiter | 241    |        |
| 9.      | Andreas Strolz       | 220    |        |
| 10.     | Olli Muotka          | 209    |        |
| ...     |                      |        |        |